# Айзон, Дэвид
Дэвид Айзон (англ. David Izon, родился 29 апреля 1968) — нигерийский боксёр-профессионал. Серебряный призёр Олимпийских игр 1992 года. Известный тяжеловес рубежа XX—XXI веков. В активе имеются победы над Лу Саварезе и небитым Дерриком Джефферсоном.

## Любительская карьера
Дэвид Айзон показал выдающиеся результаты уже на любительском ринге, став серебряным призёром на Олимпийских играх 1992 года в Барселоне в весовой категории до 91 килограмма. На Олимпийских играх Дэвид победил канадца Кирка Джонсона, новозеландца Дэвида Туа, уступив в финале легендарному кубинскому боксёру Феликсу Савону.

### 21 декабря1996Дэвид Айзон —Дэвид Туа
- Место проведения:  Мохеган Сан Касино, Юнкасвилл, Коннектикут, США
- Результат: Победа Туа техническим нокаутом в 12-м раунде в 12-раундовом бою
- Статус: Рейтинговый бой
- Рефери: Ричард Флахерти
- Счёт судей: Уильям Хатт (103—106 Туа), Том Качмарек (104—105 Туа), Фред Уччи (105—104 Айзон)
- Время: 1:54
- Вес: Айзон 101,60 кг; Туа 101,20 кг
- Трансляция: HBO
- Счёт неофициального судьи: Харольд Ледерман (102—107 Туа)

В декабре 1996 года состоялся бой между Дэвидом Туа и Дэвидом Айзоном. Комментаторы телеканала HBO Джим Лэмпли, Харольд Ледерман и Ларри Мерчант нигерийца называли Дэвид Изонритей, в то время как рингоанонсер Марк Биро представил его публике как Дэвид Айзон. Это был тяжелый, агрессивный бой. Интрига в бою держалась до 12 раунда. В середине 12-го раунда Туа прижал Айзона к канатам. Туа провёл несколько крюков в голову противника. Айзон перестал контролировать ситуацию. Туа продолжал атаковать, и пробил мощнейший левый апперкот точно в подбородок. Айзона свалился на канаты. Рефери начал отчёт. Нигериец с трудом поднялся, но был явно потрясён. Рефери остановил бой. По количеству выброшенных ударов бой вошёл в 5-ку лучших боев в тяжёлом весе на тот момент за все времена.

### 15 января2000Дэвид Айзон —Деррик Джефферсон
- Место проведения:  Радио Сити Мюзик Холл, Нью-Йорк Сити, Нью-Йорк, США
- Результат: Победа Айзона техническим нокаутом в 9-м раунде в 10-раундовом бою
- Статус: Рейтинговый бой
- Рефери: Артур Мерканти младший
- Счёт судей: Джо Дуайер (74—78), Фред Уччи (73—78), Стив Вейсфелд (72—78) — все в пользу Джефферсона
- Время: 0:11
- Вес: Айзон 105,23 кг; Джефферсон 110,22 кг
- Трансляция: HBO
- Счёт неофициального судьи: Харольд Ледерман (63—70 Джефферсон) — оценки после 7-го раунда

В январе 2000 года состоялся бой между Дэвидом Айзоном и американцем Дерриком Джефферсоном. Джефферсон доминировал в бою. В середине 7-го раунда американец начал прижал противника к канатам и начал бомбить. У него проходили акцентированные хуки и апперкоты. Айзон изредка отвечал. Комментаторы HBO Джим Лэмпли и Ларри Мерчант высказали мнение, что можно было бы и остановить бой. Айзон смог достоять до гонга. В 8-м раунде Джефферсон продолжил атаковать противника, но к концу раунда «вымахался». В конце 8-го раунда Айзон провёл левый хук, и Джефферсон пролетев полринга рухнул у канатов. Американец поднялся на счёт 6. Айзон принялся его добивать. Джефферсон еле достоял до гонга, приняв несколько прицельных ударов в голову. Он выглядел очень уставшим. В начале 9-го раунда Айзон прижал американца к канатам и выбросил серию в голову. Рефери сразу же прекратил бой. Джим Лэмпли назвал этот результат «апсетом». Ларри Мерчант высказал мнение, что рефери мог бы остановить бой и в конце 8-го раунда.

## Результаты боёв
В таблице перечислены результаты всех поединков боксёров.
В каждой строке указан результат поединка. Дополнительно номер поединка обозначен цветом, который обозначает итог поединка. Расшифровка обозначений и цветов представлена в нижеследующей таблице.
| Пример | Расшифровка                     |
| ------ | ------------------------------- |
|        | Победа                          |
|        | Ничья                           |
|        | Поражение                       |
|        | Планируемый поединок            |
|        | Поединок признан несостоявшимся |
| КО     | Нокаут                          |
| ТКО    | Технический нокаут              |
| PTS    | Решение судей (по очкам)        |
| UD     | Единогласное решение судей      |
| MD     | Решение большинства судей       |
| SD     | Раздельное решение судей        |
| RTD    | Отказ от продолжения боя        |
| DQ     | Дисквалификация                 |
| NC     | Поединок признан несостоявшимся |

| Бой | Дата             | Соперник          | Судьи              | Место боя                                                    | Раундов | Результат | Дополнительно                                          |
| --- | ---------------- | ----------------- | ------------------ | ------------------------------------------------------------ | ------- | --------- | ------------------------------------------------------ |
| 33  | 1 марта 2003     | Альфред Коул      | Вик Дракулич       | Центр Томаса и Мака, Лас-Вегас, Невада, США                  | 8       | Поражение | Аделаиде Бёрд 73-79 Ричард Хук 73-79 Эл Лефковиц 75-77 |
| 32  | 18 октября 2002  | Джо Меси          | Джеймс Санта       | Хэ-Эс-Би-Си-Арена, Буффало, Нью-Йорк, США                    | 10      | Поражение | КО9                                                    |
| 31  | 1 декабря 2001   | Фрес Окендо       | Майк Ортега        | Выставочный центр имени Якоба Явитса, Нью-Йорк, США          | 10      | Поражение | ТКО3                                                   |
| 30  | 20 октября 2000  | Майк Седилло      |                    | Дворец, Оберн-Хилс, Мичиган, США                             | 10      | Победа    | ТКО3                                                   |
| 29  | 20 мая 2000      | Рейнальдо Майнас  |                    | Гранд-казино, Байлкси, Миссисипи, США                        | 10      | Победа    | ТКО2                                                   |
| 28  | 15 января 2000   | Деррик Джефферсон | Артур Мерканте Мл. | Радио-Сити-Мьюзик-холл, Нью-Йорк, США                        | 10      | Победа    | ТКО9                                                   |
| 27  | 28 августа 1999  | Геринг Лейн       |                    | Гранд-казино, Туника, Миссисипи, США                         | 8       | Победа    | 79-75 78-74 77-75                                      |
| 26  | 4 июня 1999      | Терренс Льюис     |                    | Гранд-казино, Байлкси, Миссисипи, США                        | 10      | Победа    | КО5                                                    |
| 25  | 14 ноября 1998   | Дэрролл Уилсон    | Стив Смогер        | Фоксвудс, Машантаккет, Коннектикут, США                      | 10      | Победа    | КО4                                                    |
| 24  | 18 июля 1998     | Марион Уилсон     |                    | Мэдисон Сквер Гарден, Нью-Йорк, США                          | 8       | Победа    | 79-73 80-72                                            |
| 23  | 17 января 1998   | Майкл Грант       | Фрэнк Каппуччино   | Ковеншион-холл, Атлантик-Сити, Нью-Джерси, США               | 12      | Поражение | ТКО5                                                   |
| 22  | 1 ноября 1997    | Лу Саварезе       | Артур Мерканте Мл. | Аполло, Нью-Йорк, США                                        | 10      | Победа    | КО5                                                    |
| 21  | 11 сентября 1997 | Гарри Дэниельс    |                    | Луна, Таллахасси, Флорида США                                | 8       | Победа    | КО1                                                    |
| 20  | 21 декабря 1996  | Дэвид Туа         | Ричард Флахерти    | Мохеган Сан, Анкасвилл, Коннектикут, США                     | 12      | Поражение | ТКО12                                                  |
| 19  | 15 марта 1996    | Морис Харрис      | Эрл Мортон         | Ковеншион-холл, Атлантик-Сити, Нью-Джерси, США               | 8       | Поражение | UD8                                                    |
| 18  | 15 декабря 1995  | Брайан Морган     |                    | Седан, Франция                                               |         | Победа    | ТКО8                                                   |
| 17  | 4 ноября 1995    | Кливленд Вудс     |                    | Сизарс-пэлас, Лас-Вегас, Невада, США                         | 8       | Победа    | RTD7                                                   |
| 16  | 24 октября 1995  | Киммуэль Одум     |                    | Дворец спорта имени Марселя Сердана, Леваллуа-Перре, Франция | 8       | Победа    | ТКО5                                                   |
| 15  | 23 августа 1995  | Марион Уилсон     |                    | Ла-Палестре, Ле-Канне, Лазурный Берег, Франция               | 8       | Победа    | DQ5                                                    |
| 14  | 2 июля 1995      | Дэн Космицкий     | Фред Тидт          | Пойнт, Дублин, Ирландия                                      | 8       | Победа    | ТКО5                                                   |
| 13  | 11 апреля 1995   | Артуро Лопес      |                    | Леваллуа-Перре, Франция                                      |         | Победа    | КО2                                                    |
| 12  | 1 апреля 1995    | Билл Корриган     |                    | Леваллуа-Перре, Франция                                      |         | Победа    | КО1                                                    |
| 11  | 4 марта 1995     | Али Аллен         | Эдди Коттон        | Ковеншион-холл, Атлантик-Сити, Нью-Джерси, США               | 6       | Победа    | КО2                                                    |
| 10  | 4 февраля 1995   | Майк Робинсон     |                    | Безье, Франция                                               | 8       | Победа    | ТКО5                                                   |
| 9   | 3 декабря 1994   | Уильям Кампудани  |                    | Эстадио Делми, Сальта, Аргентина                             |         | Победа    | КО1                                                    |
| 8   | 16 ноября 1994   | Исаак Пуле        |                    | Буэнос-Айрес, Аргентина                                      |         | Победа    | КО2                                                    |
| 7   | 29 октября 1994  | Рик Салливан      |                    | Менюкур, Франция                                             | 6       | Победа    | UD6                                                    |
| 6   | 14 июля 1994     | Кришна Уэйнурайт  | Клод Лефебр        | Спорт-клуб, Монте-Карло, Монако                              | 6       | Победа    | ТКО6                                                   |
| 5   | 17 апреля 1994   | Ласло Пастерко    |                    | Клермон-Ферран, Франция                                      | 6       | Победа    | ТКО3                                                   |
| 4   | 19 марта 1994    | Phillipe Houyvet  |                    | Леваллуа-Перре, Франция                                      | 6       | Победа    | ТКО5                                                   |
| 3   | 12 февраля 1994  | Жан Мишель Воклен |                    | Сержи-Понтуаз, Франция                                       |         | Победа    | ТКО2                                                   |
| 2   | 16 октября 1993  | Эрл Таллей        |                    | Дворец спорта имени Марселя Сердана, Леваллуа-Перре, Франция |         | Победа    | КО1                                                    |
| 1   | 6 марта 1993     | Карлос Гуррейро   |                    | Дворец спорта имени Марселя Сердана, Леваллуа-Перре, Франция | 6       | Победа    | ТКО1                                                   |
| Бой | Дата             | Соперник          | Судьи              | Место боя                                                    | Раундов | Результат | Дополнительно                                          |